# Уилкинсон, Стив
Стивен Л. (Стив) Уилкинсон (англ. Stephen L. "Steve" Wilkinson; 29 марта 1941, Су-Сити, Айова — 21 января 2015, Сент-Питер, Миннесота) — американский теннисист и теннисный тренер. Тренируя на протяжении 39 лет теннисистов колледжа Густава-Адольфа (Миннесота), Уилкинсон установил рекорд по числу побед, одержанных теннисным тренером в студенческом спорте США (929). Как игрок — первая ракетка США в возрастных категориях старше 45, 50, 55 и 60 лет, чемпион мира 1989 года среди ветеранов, член сборной США в Кубке Даблера, Кубке Перри и Кубке Австрии. Лауреат награды Международного зала теннисной славы за педагогические успехи, член Зала славы Межвузовской теннисной ассоциации (США) с 2010 года и Зала славы Профессиональной теннисной ассоциации Соединённых Штатов с 2013 года.

## Биография
Стив Уилкинсон родился в Су-Сити (Айова) в 1941 году в семье Байрона и Дельфы Уилкинсон. Окончив среднюю школу в 1959 году, Стив поступил в Айовский университет, где последовательно получил первую степень по бухгалтерскому делу, вторую степень по экономике и, наконец, докторат по религиоведению.
Стив начал играть в теннис с трёх лет, по собственным воспоминаниям, закатывая истерики, когда родители отказывались набрасывать ему мячи. Освоив игру в основном собственными силами, он во время учёбы в Айовском университете был ведущим игроком теннисной сборной вуза в течение трёх лет и в середине 1960-х годов некоторое время выступал в циклах любительских турниров. Стив познакомился со своей будущей женой Барбарой Ренк в горах в штате Вашингтон; они поженились в Гамбурге в 1966 году.
В 1970 году Уилкинсон пришёл в колледж Густава-Адольфа (Сент-Питер, Миннесота) как преподаватель мировых религий и этики, но вскоре занял пост тренера мужской теннисной сборной этого вуза и оставался на этой должности 39 лет — до 2009 года. За это время команда колледжа одержала, по разным данным, от 922 до 929 побед в различных соревнованиях (выиграв порядка 77 % проведенных встреч), что является рекордным показателем для тренеров вузовских сборных. Сборная Уилкинсона 35 раз выигрывала чемпионат Миннесотской конференции студенческого спорта с балансом встреч 334-1, а в 1980 и 1982 годах побеждала в командном чемпионате NCAA (III дивизион). На индивидуальном уровне подопечные Уилкинсона, среди которых был Эрик Буторак — будущая 19-я ракетка мира среди профессионалов, выиграли шесть национальных чемпионатов в парном и четыре — в одиночном разряде; 46 его воспитанников в общей сложности 87 раз включались в символическую любительскую сборную США. Сам Стив трижды (в 1982, 2001 и 2003 годах) признавался лучшим тренером III дивизиона NCAA и дважды удостаивался этого звания от Национальной межвузовской атлетической ассоциации (NAIA).
Помимо работы со сборной колледжа Густава-Адольфа, Стив вместе со своей женой Барбарой в 1977 году основал систему спортивных лагерей «Теннис и жизнь». В рамках работы этих лагерей занятия теннисом сочетались с танцами, драматическими постановками и другими обычными для детских лагерей занятиями. В первый год работы через «Теннис и жизнь» прошло 400 детей, а позже ежегодное число участников достигло 1500. Стив и Барбара продолжали работать с этой системой до января 2011 года, после чего передали её в общественное пользование.
Уилкинсон совмещал тренерскую работу с продолжением выступлений в любительских теннисных соревнованиях. Он занимал первую строчку в национальном рейтинге теннисистов в возрастных категориях старше 45, 50, 55 и 60 лет. Уилкинсон представлял сборную команду США в Кубке Даблера, Кубке Перри и Кубке Австрии и выиграл с ней командный ветеранский чемпионат мира 1989 года в Уругвае, в 1992 году добавив к этим золотым медалям серебряные с чемпионата мира в Германии.
Последние семь лет жизни Стив Уилкинсон страдал от рака почек. Он умер у себя дома в Сент-Питере в январе 2015 года, оставив после себя жену, двух дочерей и четырёх внуков. Незадолго до смерти Уилкинсона в свет вышли его мемуары «Пусть подаёт любовь» (англ. Let Love Serve).

## Признание заслуг
В 2007 году Стив Уилкинсон был удостоен совместной награды Ассоциации тенниса Соединённых Штатов и Ассоциации межвузовского тенниса за выдающийся вклад в популяризации тенниса в спортивных лагерях и молодёжных программах. Помимо этого, он был лауреатом награды Международного зала теннисной славы за педагогические успехи.
В 2010 году имя Уилкинсона было включено в списки Зала славы Межвузовской теннисной ассоциации, а в 2013 году — в списки Зала славы Профессиональной теннисной ассоциации Соединённых Штатов. Он также был членом Зала славы Ассоциации тенниса Соединённых Штатов (регион долины Миссури), Зала славы Северной теннисной ассоциации и Зала теннисной славы Айовы.